# Drowning Pool (альбом)
Drowning Pool (рус. Подмокшее Дело) — четвёртый альбом американской метал-группы Drowning Pool. Выпущен 27 апреля 2010 года на лейбле Eleven Seven Music.

## Об альбоме
В первую неделю было продано 12,000 копий альбома, благодаря чему он заработал 35 место в чарте Billboard 200.
Первый сингл, «Feel Like I Do», отображает тяжёлый период в жизни МакКомбса, когда он развёлся, переехал в другой дом, потерял отца.

## Список композиций
Все тексты написаны Райаном МакКомбсом, вся музыка написана Drowning Pool.
| №   | Название                                        | Длительность |
| --- | ----------------------------------------------- | ------------ |
| 1.  | «Let the Sin Begin» (Начинайте грешить)         | 3:35         |
| 2.  | «Feel Like I Do» (Почувствуйте то же, что я)    | 3:31         |
| 3.  | «Turn So Cold» (Становишься такой холодной)     | 3:36         |
| 4.  | «Regret» (Раскаяние)                            | 3:16         |
| 5.  | «Over My Head» (Над моей головой)               | 3:26         |
| 6.  | «All About Me» (Всё обо мне)                    | 3:40         |
| 7.  | «More Than Worthless» (Больше, чем бесполезный) | 3:55         |
| 8.  | «Children of the Gun» (Дети оружия)             | 3:29         |
| 9.  | «Alcohol Blind» (Слепота алкоголя)              | 4:09         |
| 10. | «Horns Up» (Рога вверх)                         | 3:44         |
| 11. | «King Zero» (Король ноль)                       | 2:59         |

## Позиции в чартах
| Год  | Чарт             | Позиция |
| ---- | ---------------- | ------- |
| 2010 | US Billboard 200 | 35      |